# 王侹
王侹（?—?），山东单县人，是一名清朝政治人物。
王侹曾于1745年接替李文耀任上海县知县一职，1749年由蒋尧年接任。